# Koniuchy (rejon solecznicki)
Koniuchy (lit. Kaniūkai) − wieś na Litwie, zamieszkana przez 167 ludzi, w gminie rejonowej Soleczniki, na skraju Puszczy Rudnickiej.
Miejsce masakry ludności polskiej w 1944 dokonanej nocą z 28 na 29 stycznia 1944 przez partyzantów radzieckich (oddziały były wielonarodowościowe, w tym z żydowskimi uciekinierami z gett). W jej wyniku zginęło co najmniej 38 osób. 22 maja 2004 w Koniuchach odsłonięto pomnik pamięci ofiar w postaci krzyża z jasnego granitu umieszczonego na wzniesieniu. Na krzyżu umieszczono inskrypcję z listą 38 zidentyfikowanych ofiar zbrodni.